# Czarna Dąbrówka (przystanek kolejowy)
Czarna Dąbrówka – nieczynny przystanek osobowy w Czarnej Dąbrówce, w powiecie bytowskim, w województwie pomorskim, w Polsce.